# Огюст та Ежен Мане, батьки художника
«Огюст и Ежені Мане, батьки художника» — подвійний портрет французького художника Едуар Мане (1832–1883).

## Важкі стосунки з батьком
Едуар народився в Парижі у заможній родині. Батько обіймав посаду судді і добре знав неблагодійне коло своїх клієнтів, дріб'язких і жадібних, обмежених навіть в мріях, що не йшли далі насолод і прибутків. Але в родині були діти, а юридична кар'єра — забезпечувала добробут. Тому батько стояв на сторожі суворих настанов і добропорядності як у судійській залі, так й удома. З сином Еженом батьку було легше, бо той вивчав юриспруденцію і з часом зможе забезпечувати себе сам. Важко було з Едуаром, бо той не забажав кар'єри моряка, незважаючи на навчання, а зажадав бути художником. Художні здібності сина мало зігрівали батька, адже він багато чого знав про тих крикунів у кафе, що малюють картини, які не купують і роками працюють наймитами в газетах задешево. Батько міг дати гроші синам на подорож до Італії, але схвалювати вибір Едуара — не міг.
Стосунки з батьком ще більше погіршилися після любовного зв'язку сина з вчителькою музики Сюзанною Леєнхоф, голландкою за походженням, та ще й з бідної, багатодітної родини. На побачення з Сюзанною Едуар бігав потайки, старанно приховуючи стосунки з коханою. Стосунки зайшли далеко, і пристрасний Едуар став батьком позашлюбної дитини. Від Огюста Мане приховали народження дитини, чим потайки опікувались мати Сюзанни і сам Едуар. Сюзанна визнала своє материнство тільки в мерії. Але батькам Мане сповістили, що це — пізня дитина матері Сюзанни, тобто хлопчик — лише її молодший брат. Батько ж навів довідки про можливість художнього навчання для сина. І після перемов з Шарлем Бланом та письменником Проспером Меріме (знайомим батька) Едуару дозволено навчатися в майстерні Тома Кутюра. Тим паче, що майстерня Кутюра була неподалік від будинку родини Мане.
Едуар Мане гостро відчував свою самотність і невизнаність як художника. Найгіршим було невизнання в родині батьків. Огюст Мане, дотримувався традиційних уявлень про порядність, шляхетність і доцільність поведінки сина. Огюст не схвалював фаховий вибір сина, художник для нього не був гідним уваги й пошани мсьє. Це батько скупо давав гроші на утримання сина, а Мане страждав від фінансової залежності в дорослому віці. Це батько став у заваді, коли син надумав одружитися з Сюзанною Леєнхоф, а шлюб з нею вважав небажаним і непотрібним для їх родини мезальянсом. Нестримний в почуттях Едуард Мане став батьком позашлюбної дитини, а через спротив Огюста не міг визнати навіть свого батьківства.
Лише після смерті Огюста у 1863 році Едуар бере шлюб з улюбленою жінкою і стає фінансово незалежним як законний спадкоємець.

## Портрет батьків
Аби довести батьку, що той немарно витрачав гроші на навчання сина, Едуар пише портрет батьків, Огюста и Ежені Мане. У цьому портреті Едуар робить поступки добропорядності. Голова родини сидить біля столу, а дружина чемно стоїть поряд. Батько в часи створення портрету вже був у відставці і перебував вдома. Незабаром відкрилося, що він важко хворий. Можливо через це настрій в картині сумний, пригнічений. Мати зображено з кошиком в руці, що перебирає клубки. Різнокольорові нитки і блакитні стрічки чепчика матері — найдільш яскраві кольори темнуватих, сірих і чорних фарб полотна. Аби улестити батька, Едуар подав портрет ще й на виставку в Паризький салон 1861 р.
Через два роки після створення портрету — батько помер.